# 845 Naëma
845 Naëma eller 1916 AS är en asteroid i huvudbältet, som upptäcktes 16 november 1916 av den tyske astronomen Max Wolf i Heidelberg.
Asteroiden har en diameter på ungefär 62 kilometer. Den tillhör och har givit namn åt asteroidgruppen Naëma.